# Salimata Berté
Salimata Berté, née le 7 mai 1989 à Marcory, est une joueuse ivoirienne de basket-ball évoluant au poste de pivot.

## Carrière
Elle est finaliste du Championnat d'Afrique féminin de basket-ball des 18 ans et moins en 2006 et 16e de la Coupe du monde féminine de basket-ball des 19 ans et moins en 2007.
Elle participe à cinq éditions du Championnat d'Afrique avec l'équipe de Côte d'Ivoire, terminant quatrième en 2009, huitième en 2011, septième en 2013, huitième en 2019 et septième en 2021.
Elle évolue en club à l'AMI Basket-ball.